# Dinar du Yémen du Sud
Pour les articles homonymes, voir Dinar.
Le dinar (en arabe : دينار) était la monnaie de la Fédération d'Arabie du Sud puis du Yémen du Sud de 1965 jusqu'à l'unification du Yémen en 1990. Il était subdivisé en 1000 fils.

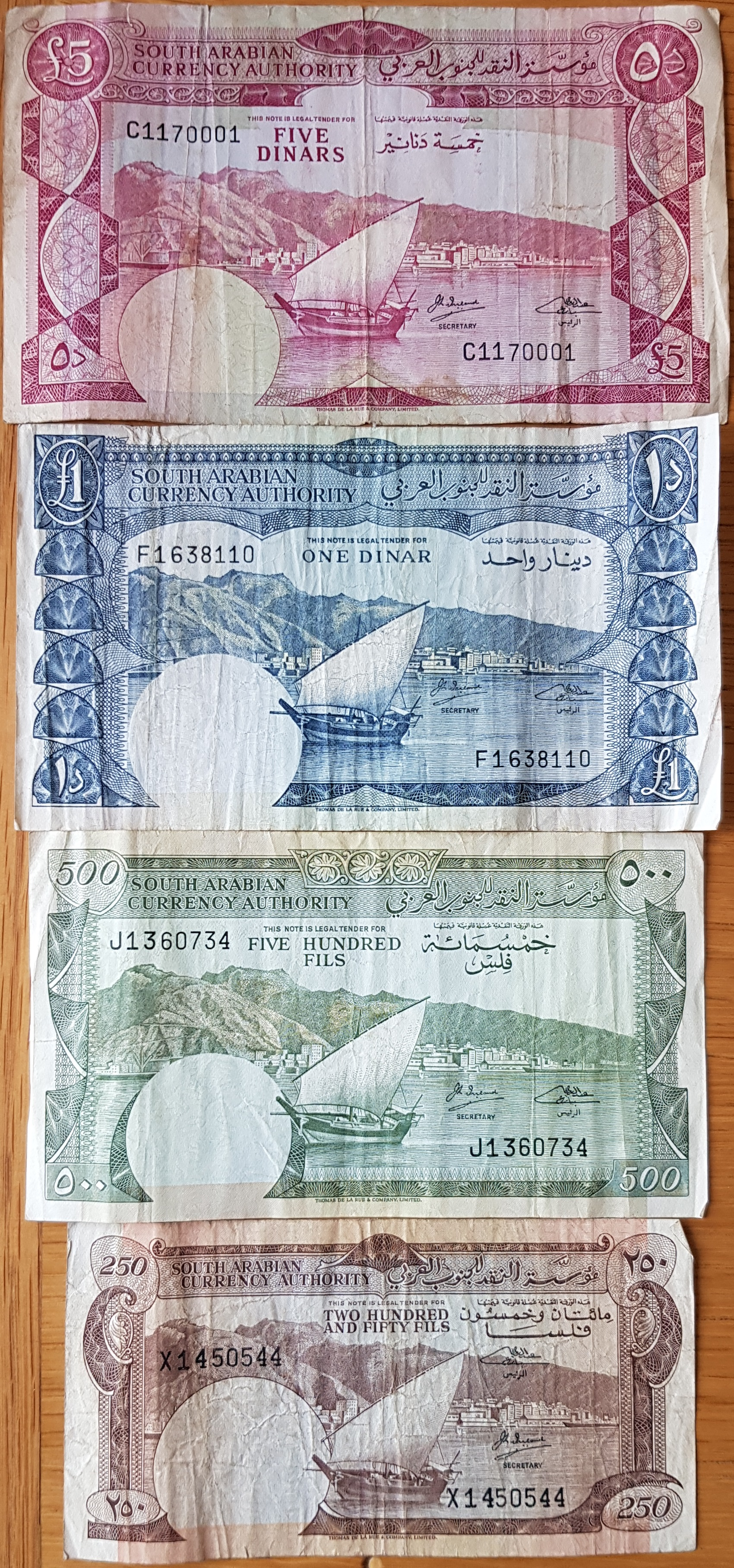
Billets de dinars du Yémen du Sud.